# Baxteria
Baxteria là một chi thực vật có hoa trong họ Dasypogonaceae.

## Các loài
- Baxteria australis, đặc hữu tây nam Tây Úc.[5][6]